# 吉狄马加
吉狄马加（1961年6月—），男，彝族，四川昭觉人，中华人民共和国作家、政治人物，中国共产党党员。

## 生平
西南民族学院中文系汉语言文学专业毕业，大学学历。1984年12月，加入中国共产党。历任四川省作家协会副主席；中国作家协会书记处书记，青海省人民政府副省长等职。2010年2月获任中共青海省委常委、省委宣传部长。2015年5月，转任中国作家协会副主席。2018年，由中央提名被选为全国人大四川地区代表。

## 作品
- 《吉狄马加诗选》 四川文艺出版社 1992-06
- 《吉狄马加的诗与文》人民文学出版社 / 2007-08
- 《吉狄马加演讲集》四川文艺出版社 / 2011-08
- 《吉狄马加文集：彝人之歌》安徽文艺出版社 / 2021-01
- 《吉狄马加文集：我，雪豹……》安徽文艺出版社 / 2021-01

## 荣誉

### 外国勋章奖章
- 一等弗朗西斯科·德米兰达勋章（委内瑞拉，2021年4月19日于北京颁发[4]）